# Parisienne Walkways
Parisienne Walkways è una canzone di Gary Moore, probabilmente la sua più famosa, edita come singolo nel 1979, parte del secondo album da solista di Moore, Back on the streets (pubblicato nel 1978). Venne scritta da Gary Moore con la partecipazione di Phil Lynott (che in traccia ha ricoperto i ruoli di voce principale e basso). La melodia del riff è una libera interpretazione dello standard Jazz Blue Bossa. 

## Significato
Blues in 6/8 con forti influenze flamenco (come molti altri brani di Moore), si tratta probabilmente di una nostalgica dichiarazione d'amore a tale Donna Campbell, con la quale Moore ebbe avuto una relazione (infatti originariamente il primo verso della canzone avrebbe dovuto essere "I remember Paris in the fall tonight") e con la quale coscrisse tra l'altro alcuni brani dell'album Back on the streets. Tuttavia, come confermato da Richard Buskin, nasconde anche un secondo significato, più criptico e oscuro, da parte di Lynott, ossia un tentativo di ricostruire l'enigmatica e romantica figura del padre di quest'ultimo, Cecil Parris, che non conobbe mai; ciò spiega perché, durante la registrazione del brano, Lynott cambiò le parole del primo verso in "I remember Paris in '49" (Phil Lynott era nato infatti nel 1949). 

## Formazione
- Gary Moore - chitarre, cori, fisarmonica, mandolino;
- Phl Lynott - voce principale, basso, contrabbasso;
- Brian Downey - batteria.